# Olsenbanden och guldskatten
Olsenbanden och guldskatten är en norsk film från 1972 regisserad av Knut Bohwim. Filmen är det tredje i serien om Olsenbanden.

## Handling
Egon återvänder från fängelset med nyckeln till en gömd skatt, men det är fler som känner till skatten.

## Om filmen
Filmen är inspelad i Oslo, Stavern och Sande i Vestfold. Den hade premiär den 9 augusti 1972.
Filmen är en inspirerad av den danska filmen från Olsen-banden i Jylland från 1971.

## Rollista[7]
- Arve Opsahl - Egon Olsen
- Carsten Byhring - Kjell Jensen
- Sverre Holm - Benny Fransen
- Aud Schønemann - Valborg
- Pål Johannesen - Basse
- Henry Nyrén - Mats Matsen
- Harald Heide-Steen Jr. - "Lillegutt"
- Anne-Lise Tangstad - Carina
- Ole-Jørgen Nilsen - Ricco
- Per Theodor Haugen - Löjtnanten
- Andreas Diesen - "Charlie"
- Svein Byhring - bensinman 1
- Kaare Zachariassen - bensinman 2